# Conclave de 1484
Le conclave de 1484 est le conclave convoqué à la mort de Sixte IV et à l'issue duquel a été élu pape le cardinal Giovanni Battista Cibo, qui a pris le nom d'Innocent VIII.

## Collège des cardinaux

### Liste des cardinaux présents au conclave
| Nom                              | Origine  | Titre et ordre                               | Création                                                      | Pape        | Notes |
| -------------------------------- | -------- | -------------------------------------------- | ------------------------------------------------------------- | ----------- | --- |
| Rodrigo Borgia                   | Valence  | Cardinal-évêque de Porto-Santa Rufina        | 20 février 1456 créé in pectore ; révélé le 17 septembre 1456 | Calixte III | Doyen du Collège des cardinaux, administrateur de Carthagène, archiprêtre de Sainte-Marie-Majeure Futur pape Alexandre VI Cardinal-neveu                          |
| Giuliano della Rovere (O.F.M.)   | Savone   | Cardinal-évêque d'Ostie et Velletri          | 16 décembre 1471 créé in pectore ; révélé le 22 décembre 1471 | Sixte IV    | Doyen du Collège des cardinaux, cardinal-neveu, évêque de Bologne, administrateur de l'archidiocèse d'Avignon, archiprêtre de Saint-Jean-de-Latran Futur Jules II |
| Oliviero Carafa                  | Naples   | Cardinal-évêque de Sabina                    | 18 septembre 1467                                             | Paul II     | |
| Marco Barbo                      | Venise   | Cardinal-évêque de Palestrina                | 18 septembre 1469                                             | Paul II     | Patriarche d'Aquilée Cardinal-neveu |
| Giovanni Battista Zeno           | Venise   | Cardinal-évêque de Frascati                  | 21 novembre 1468                                              | Paul II     | Évêque de Vicence, Cardinal-neveu |
| Giovanni Michiel                 | Venise   | Cardinal-prêtre de S. Marcello               | 21 novembre 1468                                              | Paul II     | Évêque de Vérone, Cardinal-neveu |
| Stefano Nardini                  |          | Cardinal-prêtre de S. Maria in Trastevere    | 7 mai 1473                                                    | Sixte IV    | Archevêque de Milan |
| Giovanni Battista Cibo           | Gênes    | Cardinal-prêtre de S. Cecilia                | 7 mai 1473                                                    | Sixte IV    | Diocèse de Molfetta Élu pape Innocent VIII |
| Giovanni Arcimboldo              | Milan    | Cardinal-prêtre de S. Prassede               | 7 mai 1473                                                    | Sixte IV    | Évêque de Novare |
| Philibert Hugonet                | France   | Cardinal-prêtre de Ss. Giovanni e Paulo      | 7 mai 1473                                                    | Sixte IV    | Évêque de Mâcon |
| Jorge da Costa (O.Cist.)         | Portugal | Cardinal-prêtre de Ss. Marcellino e Pietro   | 18 décembre 1476                                              | Sixte IV    | Évêque de Silves, archevêque de Lisbonne |
| Girolamo Basso della Rovere      |          | Cardinal-prêtre de S. Crisogono              | 10 décembre 1477                                              | Sixte IV    | Évêque de Recanati Cardinal-neveu |
| Pietro Foscari                   |          | Cardinal-prêtre de S. Nicola fra le Immagini | 10 décembre 1477                                              | Sixte IV    | Administrateur du diocèse de Padoue |
| Giovanni d'Aragona               | Naples   | Cardinal-prêtre de S. Sabina                 | 10 décembre 1477                                              | Sixte IV    | Administrateur du diocèse de Cava et de l'archidiocèse de Tarante                                                                                                 |
| Raffaele Sansoni Riario          |          | Cardinal-diacre de S. Lorenzo in Damaso      | 10 décembre 1477                                              | Sixte IV    | Cardinal-neveu Administrateur de l'archidiocèse de Pise et du diocèse d'Osma                                                                                      |
| Domenico della Rovere            |          | Cardinal-prêtre de S. Clemente               | 10 février 1478                                               | Sixte IV    | Archevêque de Turin Cardinal-neveu |
| Giovanni Conti                   | Espagne  | Cardinal-prêtre de Ss. Nereo ed Achilleo     | 15 novembre 1483                                              | Sixte IV    | Archevêque de Conza |
| Juan Margarit i Pau              | Espagne  | Cardinal-prêtre de S. Balbina                | 15 novembre 1483                                              | Sixte IV    | Évêque de Gérone |
| Giovanni Giacomo Schiaffinati    |          | Cardinal-prêtre de S. Stefano al Monte Celio | 15 novembre 1483                                              | Sixte IV    | Évêque de Parme |
| Francesco Todeschini-Piccolomini |          | Cardinal-diacre de S. Eustachio              | 5 mars 1460                                                   | Pie II      | Administrateur de l'archidiocèse de Sienne Futur pape Pie III |
| Gabriele Rangone, (O.F.M.conv.)  |          | Cardinal-diacre de Ss. Sergio e Bacco        | 10 décembre 1477                                              | Sixte IV    | Évêque d'Eger |
| Giovanni Battista Savelli        |          | Cardinal-diacre de S. Nicola in Carcere      | 15 mai 1480                                                   | Sixte IV    | |
| Giovanni Colonna                 |          | Cardinal-diacre de S. Maria in Aquiro        | 15 mai 1480                                                   | Sixte IV    | Administrateur du diocèse de Rieti |
| Giovanni Battista Orsini         | Rome     | Cardinal-diacre de S. Maria in Domnica       | 15 novembre 1483                                              | Sixte IV    | |
| Ascanio Sforza                   |          | Cardinal-diacre de Ss. Vito e Modesto        | 17 mars 1484                                                  | Sixte IV    | Administrateur du diocèse de Pavie |

### Liste des cardinaux absents du conclave
| Nom                       | Origine    | Titre et ordre                                      | Création                                                      | Pape        | Notes                                               |
| ------------------------- | ---------- | --------------------------------------------------- | ------------------------------------------------------------- | ----------- | --------------------------------------------------- |
| Luis Juan del Milà        | Espagne    | Cardinal-prêtre de Ss. IV Coronati                  | 20 février 1456 créé in pectore ; révélé le 17 septembre 1456 | Calixte III | Évêque de Lérida                                    |
| Thomas Bourchier          | Angleterre | Cardinal-prêtre de S. Ciriaco                       | 18 septembre 1467                                             | Paul II     | Archevêque de Canterbury                            |
| Jean de la Balue          | France     | Cardinal-évêque d'Albano                            | 18 septembre 1467                                             | Paul II     | Évêque d'Angers                                     |
| Pedro González de Mendoza | Espagne    | Cardinal-prêtre de S. Croce in Gerusalemme          | 7 mai 1473                                                    | Sixte IV    | Archevêque de Séville et administrateur de Sigüenza |
| Charles de Bourbon        | France     | Cardinal-prêtre de Ss. Silvestro e Martino ai Monti | 18 décembre 1476                                              | Sixte IV    | Archevêque de Lyon, administrateur de Clermont      |
| Pierre de Foix (O.F.M.)   | France     | Cardinal-diacre de Ss. Cosma e Damiano              | 18 décembre 1476                                              | Sixte IV    | Évêque de Vannes                                    |
| Paolo Fregoso             | Gênes      | Cardinal-prêtre de S. Anastasia                     | 15 mai 1480                                                   | Sixte IV    | Archevêque de Gênes                                 |

## L'élection
Giuliano Della Rovere et Rodrigo Borgia sont les deux principaux candidats du conclave. Après un premier scrutin le cardinal Della Rovere comprenant que ni lui ni son adversaire ne peuvent être élus, ayant tous les deux le même nombre de voix, il décide de soutenir le cardinal Giovanni Battista Cybo prenant au dépourvu Rodrigo Borgia qui est obligé de se ranger, lui aussi, derrière Cybo, voyant qu'il ne peut être élu et ne voulant pas que Della Rovere ait la mainmise sur le nouveau pape. Le nouveau pape est élu sous le nom d'Innocent VIII.

## Sources
Les Borgia Ivan Cloulas
Jules II d'Ivan Cloulas